# Jestřebí u České Lípy
Jestřebí (deutsch Habstein) ist eine Gemeinde des Okres Česká Lípa in der Region Liberec im Norden der Tschechischen Republik. Sie liegt im Tal des Robečský potok (Robitzer Bach) 9 km südöstlich von Česká Lípa (Böhmisch Leipa) und 6 km nordwestlich von Doksy (Hirschberg am See).
Durch den Ort führt die Fernverkehrsstraße I/9 von Prag zur deutschen Grenze bei Rumburk (Rumburg). Im nahen Provodín (Mikenhahn) befindet sich der Bahnhof Jestřebí u České Lípy an der Bahnstrecke Bakov nad Jizerou–Ebersbach, der einstigen Böhmischen Nordbahn.

## Geschichte
Die Burg „Habischenstein“ war das Stammhaus der noch bestehenden böhmisch-deutschen Adelsfamilie von Pritzelwitz. Ab Mitte des 19. Jahrhunderts gehörte die Gemeinde zum Gerichtsbezirk Böhmisch Leipa bzw. zum Bezirk Böhmisch Leipa.

## Gemeindegliederung
Due Gemeinde Jestřebí besteht aus den Ortsteilen Jestřebí (Habstein), Pavlovice (Pablowitz) und Újezd (Ujesd), die zugleich auch Katastralbezirke bilden. Grundsiedlungseinheiten sind Jestřebí, Pavlovice, Popelov (Popeln) und Újezd (Ujesd). Zu Jestřebí gehören außerdem die Ansiedlungen Chvístec (Quis), Nový Svět und Podolec (Podlitz).

## Sehenswürdigkeiten
- Über dem Ort thront auf einem Sandsteinfelsen die Ruine der Felsenburg Jestřebí, welche seit dem 16. Jahrhundert wüst liegt.
- Kirche St. Andreas (tschech. Sv. Ondřej) aus dem Jahr 1780, mit einzeln stehendem Glockenturm im Gelände des Friedhofes unter der Burg
- Naturdenkmal Lysá skála (Kahlstein), ein einzigartiger Felsberg nördlich des Ortes bei Provodín

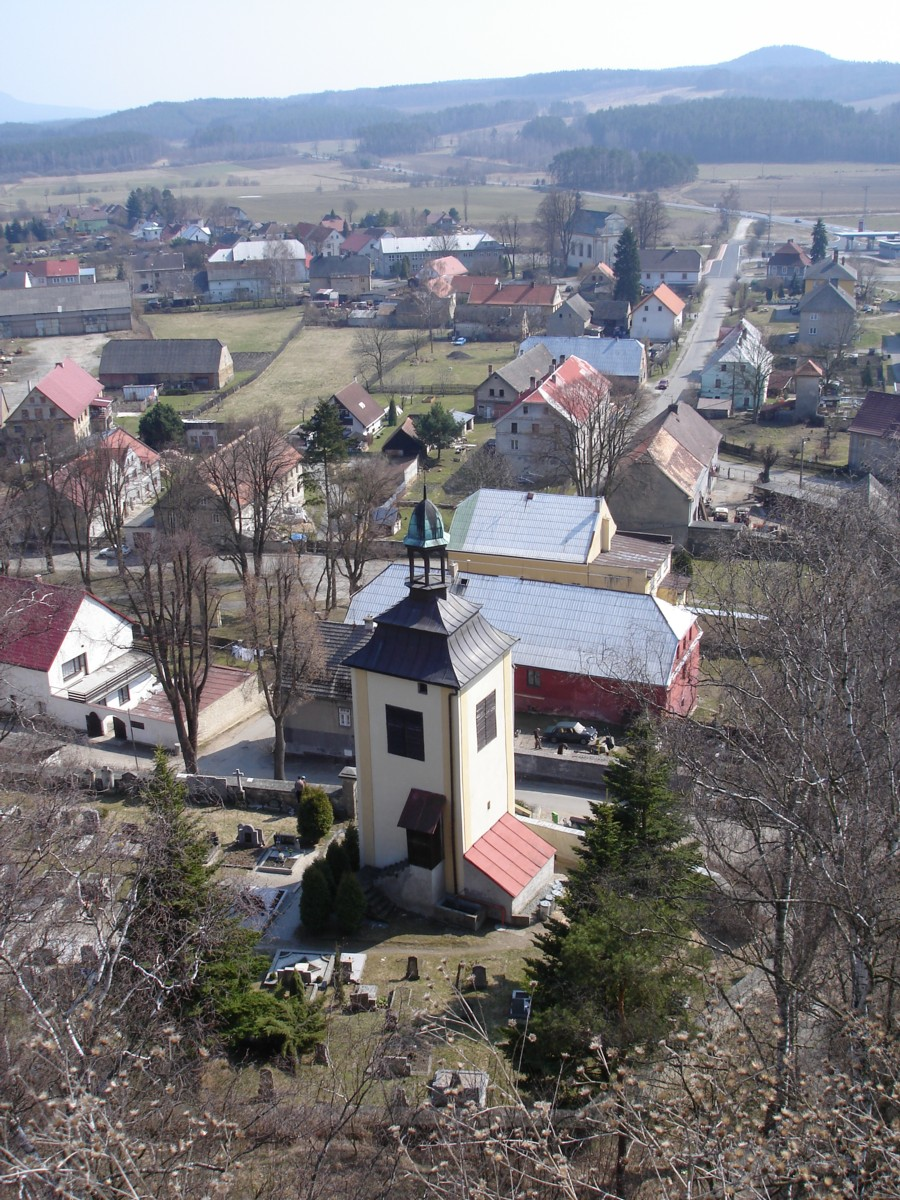
Blick von der Burg über Jestřebí

- Umgebindehäuser

## Persönlichkeiten
- Rudolf Heltzel (1907–2005), deutscher Maler und Bildhauer

## Einzelnachweise

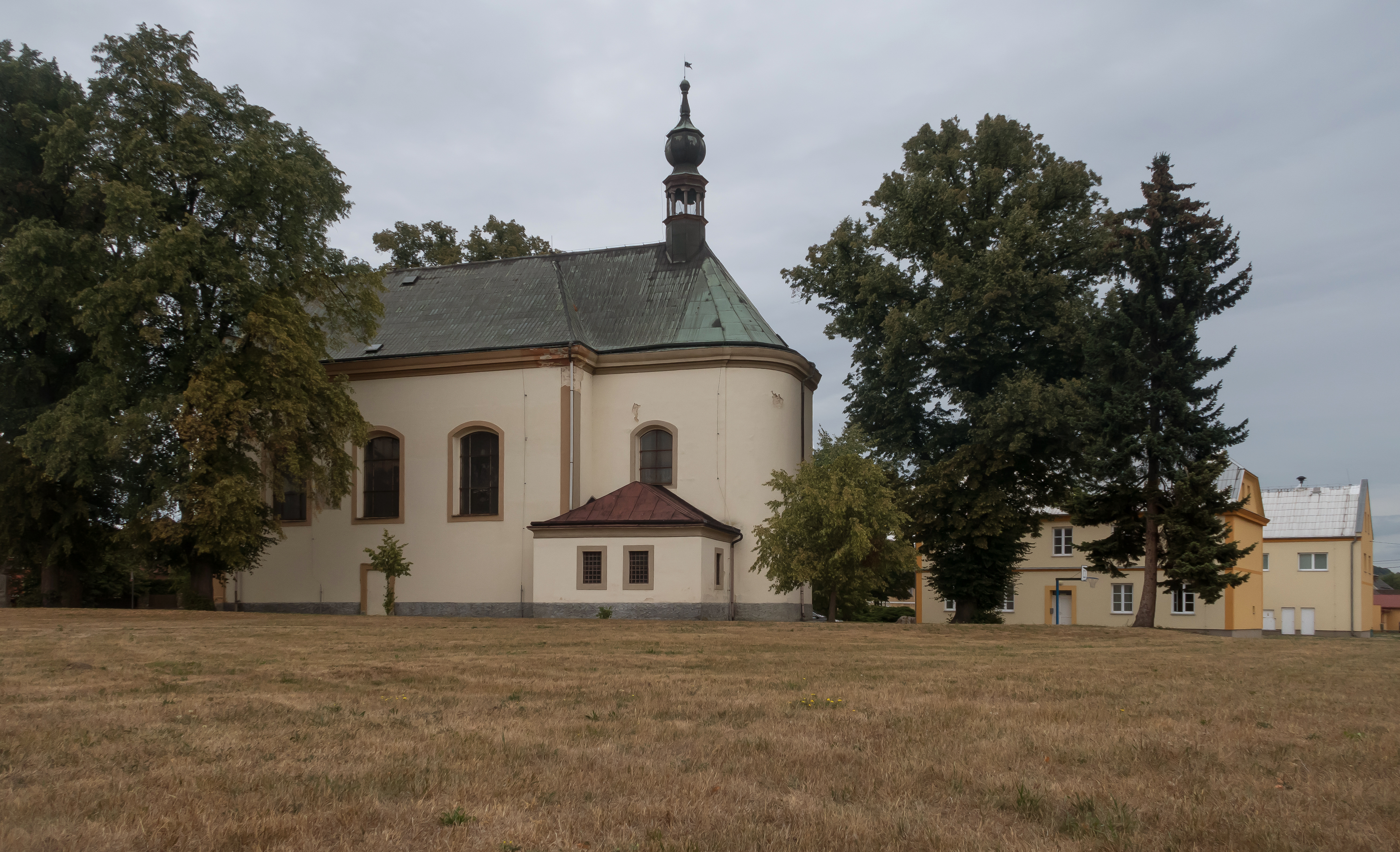
Jestřebí, Sankt Andreaskirche